# Aatma
Aatma (pol.: Dusza) – bollywoodzki horror z 2006 roku w reżyserii debiutanta Deepaka Ramsaya. W rolach głównych wystąpili Kapil Jhaveri i Neha – Shabana Raza.

## Obsada
- Neha – Neha
- Kapil Jhaveri – Aman
- Vikram Singh
- Amriena
- Mukesh Tiwari
- Sadashiv Amrapurkar

## Muzyka i piosenki
Muzykę do filmu skomponował Anu Malik, twórca muzyki do takich filmów jak: Akele Hum Akele Tum, Chaahat, Miłość, Border, China Gate, Refugee, Fiza Aśoka Wielki, Aks, LOC Kargil, Tamanna, Ishq Vishk, Cienie przeszłości, Fida, No Entry, Humko Deewana Kar Gaye, Zakochać się jeszcze raz,  Umrao Jaan, czy Paap. Nagroda Filmfare za Najlepszą Muzykę za Baazigar i Jestem przy tobie.
1. Bahon Mein Chhuppa Le Mujhe
2. Chori Chori Dil Chura Liya
3. Ishq Hua Mujhe Ishq Hua
4. Sehma Sehma Hai Sammah